# Johann Christian Bockshammer
Johann Christian Bockshammer (* 27. Mai 1733 in Teschen; † 13. November 1804 in 
Festenberg) war ein evangelischer Pastor, Schriftsteller, Übersetzer und Herausgeber. 
Johann Christian Bockshammer war Sohn eines Lehrers in der Teschener Schule. Ab 1752 studierte er Theologie an der Jenaer Universität. 
Ab 1757 war er als evangelischer Hofprediger in Goschütz tätig. Ab 1764 war er auch als Pastor in Festenberg beschäftigt, wo er sich den deutsch-polnischen und polnisch-deutschen Übersetzungen widmete.

## Werke
- Erster Unterricht in dem christlichen Glauben, entstanden vor 1770, hrsg. 1772; auch in polnischer Sprache: Nauka o wierze oraz okolicznościowe kazania, 1770; 2. Aufl. 1774.
- Ueber den Tod der Frau Johanne Theodore Bockshammern, geb. Langern. Den 13 April 1772 [Johann Christian Bockshammer, Pastor und Senior zu Festenberg. Im December 1773] : Brieg : gedruckt bey Johann Ernst Tramp

## Übersetzungen (Auswahl)
- Sarganck: Historia pasyjna (Passionsgeschichte), 1765
- Ernesti: Christliche Disciplin aus dem Lateinischen, 1773
- Johann Kaspar Lavater: Sittenbüchlein für das Gesinde, Breslau 1773
- A. J. Pomorzkant: Rede bei dem Leichenbegängnisse des Durchlauchtigsten Fürsten und Herrn August Sulkowski... gehalten zu Reissen den 28-ten Febr. 1786. Aus dem Pohlnischen übersetzt..., Breslau 1786
- R. Ładowski: Naturgeschichte des Königreichs Pohlen aus dem Pohlnischen übersetzt, Graz-Salzburg 1793.
- S. Dambrowski: (Postylla chrześcijańska, tj.) Kazania albo wykłady porządne świętych ewangeliej, (Christliche Hauspostille) 2. Aufl. Brieg 1772; Brieg 1789; Breslau 1797; Brieg 1798; Brieg 1810; Brieg 1824